# Станіслав Орачевський
Станіслав Орачевський (пол. Oraczewski Stanisław) (1889 — 23 травня 1958, Варшава) — польський журналіст та дипломат. Віце-консул Польщі у Харкові (1928).

## Життєпис
Закінчив гуманітарні студії в паризькій Сорбонні та Ягеллонський університет. У 1911–13 роках навчався також у краківській школі політичних наук. З журналістикою долучився під час Першої світової війни — він працює в Польському агентстві Преси в Лозанні. У грудні 1919 р. повертається до Польщі на дипломатичну службу до МЗС Польщі. До 1926 року працював діловодом (під керівництвом Юзефа Васовського) у відділі преси Міністерства закордонних справ. З 1 вересня 1926 року віце-консул Генерального консульства Польщі в українському місті Харків. З 19 червня по 7 грудня 1928 року в.о. Генерального консула Польщі в Харкові (УРСР). Згодом відкликаний до Варшави й 1 червня 1929 року призначений віце-консулом Консульства Польщі у Тбілісі. 
1 березня 1932 року звільнений з дипломатичної служби, та працює журналістом. 
З 1945 року знову повертається до дипломатичної роботи, на посаду керівника відділу преси та інформації Міністерства закордонних справ Польщі. У 1946–52 роках він очолював департамент зарубіжної Польщі, редагуючи огляди емігрантської преси.
У жовтні 1952 року, як урядовець у відставці, він починає співпрацю з ілюстрованим польським журналом у Бидгощі як представник редакції у Варшаві. Як публіциста, його насамперед цікавили питання культурного життя і не тільки Польщі, але і за кордоном. Був членом Демократичної партії Польщі.
Помер 23 травня 1958 року у віці 69 років у Варшаві.

## Нагороди та відзнаки
- Його двічі нагороджували Срібним хрестом за заслуги.